# Oxycation
 (février 2023).
Si vous disposez d'ouvrages ou d'articles de référence ou si vous connaissez des sites web de qualité traitant du thème abordé ici, merci de compléter l'article en donnant les références utiles à sa vérifiabilité et en les liant à la section « Notes et références ».
Un oxycation, également appelé oxocation, est un ion positif (un cation) polyatomique contenant l'élément oxygène.
Quelques exemples d'oxycations :
- l'ion dioxygényle O2+
- l'ion nitrosonium NO+
- l'ion nitronium NO2+
- l'ion vanadyle VO2+
- l'ion titanyle TiO2+
- l'ion uranyle UO22+